# Renato Cesarini
Renato Cesarini (Senigallia, 11 aprile 1906 – Buenos Aires, 24 marzo 1969) è stato un calciatore e allenatore di calcio italiano con cittadinanza argentina, di ruolo centrocampista o attaccante.

## Biografia
Nato nella frazione senigalliese di Castellaro, dopo pochi mesi di vita emigra con la famiglia a Buenos Aires, città dove arriva nel 1908 e dove, più che al calcio, il giovane Cesarini pensava al divertimento e allo svago.
È morto in Argentina nel 1969, all'età di sessantadue anni, a seguito di un'embolia dopo aver subito un'operazione chirurgica al cervello. Alla sua memoria è dedicato dal 2016 un omonimo premio riservato al calciatore autore del gol più tardivo nel precedente campionato di Serie A.

## Carriera

### Giocatore

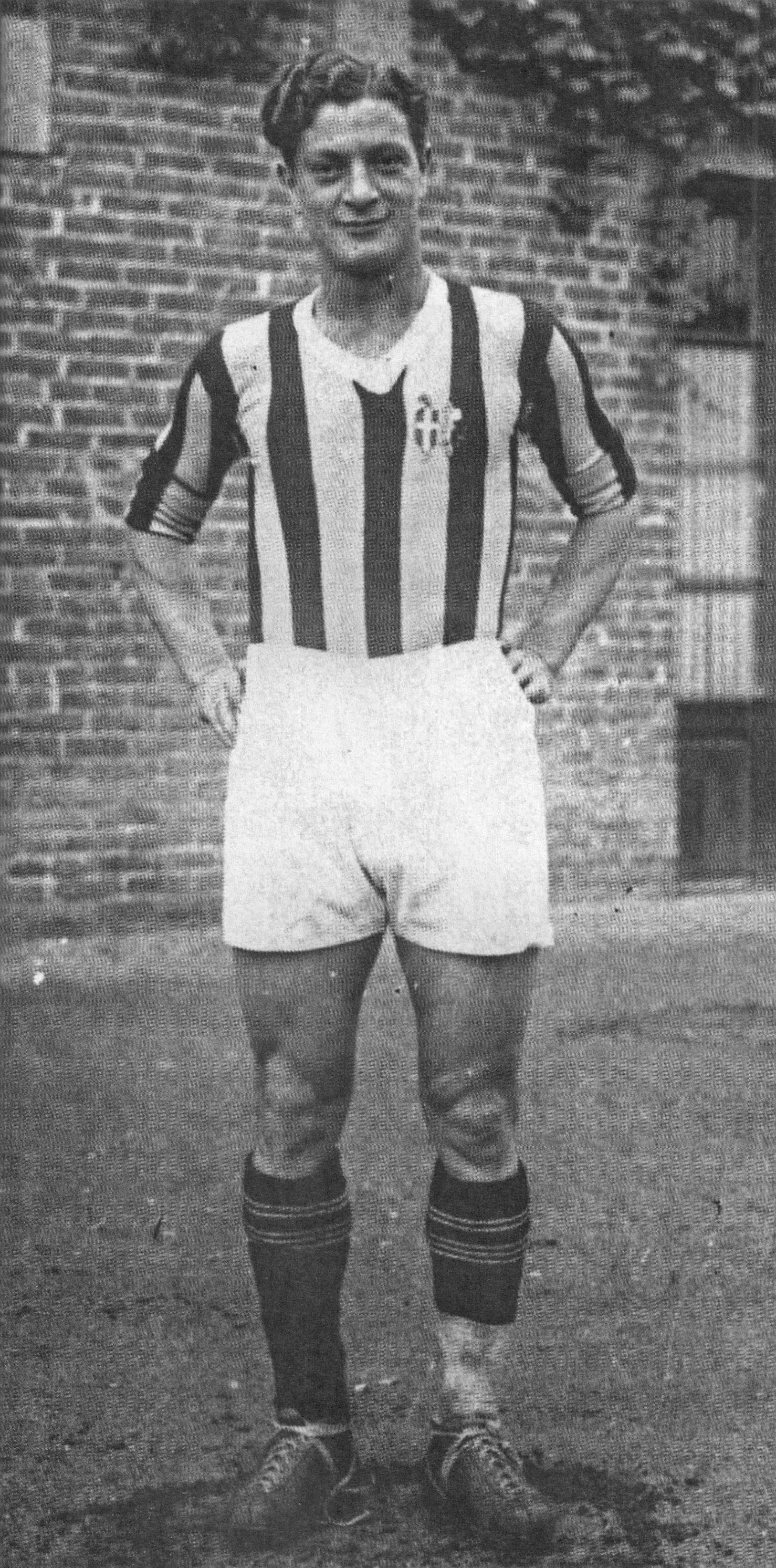
Cesarini alla Juventus nei primi anni 30

Dopo alcune esperienze con squadre argentine, nel 1929 venne acquistato dalla Juventus con cui esordì in Serie A, il 23 febbraio 1930, sul campo del Napoli (2-2): nel corso della stagione 1929-1930 scese in campo 16 volte, segnando 10 reti. Nella stagione 1930-1931 vinse il suo primo scudetto, contribuendo con 9 reti alla causa della Signora. Con i bianconeri vinse altri quattro scudetti (1931-1932, 1932-1933, 1933-1934 e 1934-1935) giocando sempre da titolare (fermandosi solo per un periodo alla fine del 1932, per un infortunio), e divenendo uno dei pilastri della cosiddetta Juve del Quinquennio che egemonizzò il calcio italiano nella prima metà degli anni 30.
In questo periodo disputò alcune partite con la nazionale italiana. Il 13 dicembre 1931 segnò una rete all'ultimo minuto di gioco dell'incontro di Coppa Internazionale Italia-Ungheria: già in campionato aveva realizzato un gol allo scadere, sicché i cronisti iniziarono a parlare di zona Cesarini per indicare le marcature arrivate nei minuti finali di una gara, se non oltre; la locuzione entrò da allora nell'immaginario collettivo italiano per gli anni a venire, a indicare in generale un avvenimento accaduto, o a cui si è posto rimedio, a pochi secondi dallo scadere del tempo massimo.
(Alessandro Baricco, 2015)
Nell'estate 1935 tornò a giocare in Argentina, prima con il Chacarita Juniors e successivamente con il River Plate; con Peucelle, Bernabè Ferreyra, Moreno e Pedernera costituì un temibile gruppo offensivo. La sua permanenza in Sudamerica gli tolse la possibilità di essere convocato nella nazionale italiana, dove al momento del suo addìo al calcio giocato poteva vantare 11 presenze e 3 reti.

### Allenatore
Nel 1939 si ritirò dal calcio giocato e diventò allenatore in Argentina, guadagnandosi immediata stima allenando la cosiddetta Máquina del River Plate. Tornato in Italia, divenne una prima volta allenatore della Juventus, che guidò dal 1946 al 1948, e che portò più volte al secondo posto in campionato negli anni del Grande Torino.
In seguito, nella stagione 1956-1957 guidò le giovanili del River Plate dove fu pigmalione di Omar Sívori, attaccante argentino che volle con sé per il ritorno alla Juventus, nel 1959, stavolta come direttore tecnico a fianco del trainer Carlo Parola. Nella sua seconda e ultima esperienza in bianconero, conclusasi sul finire del 1960, l'italo-argentino conseguì nell'annata 1959-1960 il double composto da scudetto e Coppa Italia, il primo nella storia del club piemontese.
Dal 1962 al 1964 è il direttore tecnico dei messicani del Pumas UNAM, ove si avvalse della collaborazione di Ángel Papadópulos.

## Statistiche

### Cronologia presenze e reti in nazionale
| Cronologia completa delle presenze e delle reti in nazionale ― Argentina | Cronologia completa delle presenze e delle reti in nazionale ― Argentina | Cronologia completa delle presenze e delle reti in nazionale ― Argentina | Cronologia completa delle presenze e delle reti in nazionale ― Argentina | Cronologia completa delle presenze e delle reti in nazionale ― Argentina | Cronologia completa delle presenze e delle reti in nazionale ― Argentina | Cronologia completa delle presenze e delle reti in nazionale ― Argentina | Cronologia completa delle presenze e delle reti in nazionale ― Argentina |
| Data                                                                     | Città                                                                    | In casa                                                                  | Risultato                                                                | Ospiti                                                                   | Competizione                                                             | Reti                                                                     | Note                                                                     |
| ------------------------------------------------------------------------ | ------------------------------------------------------------------------ | ------------------------------------------------------------------------ | ------------------------------------------------------------------------ | ------------------------------------------------------------------------ | ------------------------------------------------------------------------ | ------------------------------------------------------------------------ | ------------------------------------------------------------------------ |
| 29-5-1926                                                                | Buenos Aires                                                             | Argentina                                                                | 2 – 1                                                                    | Paraguay                                                                 | Copa Chevallier Boutell                                                  | -                                                                        |                                                                          |
| 3-6-1926                                                                 | Buenos Aires                                                             | Argentina                                                                | 2 – 1                                                                    | Paraguay                                                                 | Copa Chevallier Boutell                                                  | 1                                                                        |                                                                          |
| Totale                                                                   |                                                                          | Presenze                                                                 | 2                                                                        |                                                                          | Reti                                                                     | 1                                                                        |                                                                          |

| Cronologia completa delle presenze e delle reti in nazionale ― Italia | Cronologia completa delle presenze e delle reti in nazionale ― Italia | Cronologia completa delle presenze e delle reti in nazionale ― Italia | Cronologia completa delle presenze e delle reti in nazionale ― Italia | Cronologia completa delle presenze e delle reti in nazionale ― Italia | Cronologia completa delle presenze e delle reti in nazionale ― Italia | Cronologia completa delle presenze e delle reti in nazionale ― Italia | Cronologia completa delle presenze e delle reti in nazionale ― Italia |
| Data                                                                  | Città                                                                 | In casa                                                               | Risultato                                                             | Ospiti                                                                | Competizione                                                          | Reti                                                                  | Note                                                                  |
| --------------------------------------------------------------------- | --------------------------------------------------------------------- | --------------------------------------------------------------------- | --------------------------------------------------------------------- | --------------------------------------------------------------------- | --------------------------------------------------------------------- | --------------------------------------------------------------------- | --------------------------------------------------------------------- |
| 25-1-1931                                                             | Bologna                                                               | Italia                                                                | 5 – 0                                                                 | Francia                                                               | Amichevole                                                            | 1                                                                     |                                                                       |
| 29-3-1931                                                             | Berna                                                                 | Italia                                                                | 1 – 1                                                                 | Svizzera                                                              | Coppa Internazionale                                                  | 1                                                                     |                                                                       |
| 12-4-1931                                                             | Porto                                                                 | Portogallo                                                            | 0 – 2                                                                 | Italia                                                                | Amichevole                                                            | -                                                                     |                                                                       |
| 19-4-1931                                                             | Bilbao                                                                | Spagna                                                                | 0 – 0                                                                 | Italia                                                                | Amichevole                                                            | -                                                                     |                                                                       |
| 20-5-1931                                                             | Roma                                                                  | Italia                                                                | 3 – 0                                                                 | Scozia                                                                | Amichevole                                                            | -                                                                     |                                                                       |
| 15-11-1931                                                            | Roma                                                                  | Italia                                                                | 2 – 2                                                                 | Cecoslovacchia                                                        | Coppa Internazionale                                                  | -                                                                     |                                                                       |
| 13-12-1931                                                            | Torino                                                                | Italia                                                                | 3 – 2                                                                 | Ungheria                                                              | Coppa Internazionale                                                  | 1                                                                     |                                                                       |
| 10-4-1932                                                             | Parigi                                                                | Francia                                                               | 1 – 2                                                                 | Italia                                                                | Amichevole                                                            | -                                                                     |                                                                       |
| 8-5-1932                                                              | Budapest                                                              | Ungheria                                                              | 1 – 1                                                                 | Italia                                                                | Coppa Internazionale                                                  | -                                                                     |                                                                       |
| 22-10-1933                                                            | Budapest                                                              | Ungheria                                                              | 0 – 1                                                                 | Italia                                                                | Coppa Internazionale                                                  | -                                                                     |                                                                       |
| 11-2-1934                                                             | Torino                                                                | Italia                                                                | 2 – 4                                                                 | Austria                                                               | Coppa Internazionale                                                  | -                                                                     |                                                                       |
| Totale                                                                |                                                                       | Presenze                                                              | 11                                                                    |                                                                       | Reti                                                                  | 3                                                                     |                                                                       |

## Palmarès

### Giocatore

#### Club
- Campionato italiano: 5

Juventus: 1930-1931, 1931-1932, 1932-1933, 1933-1934, 1934-1935

#### Individuale
- Capocannoniere della Coppa dell'Europa Centrale: 1

1932 (5 gol)
- Introdotto al Salón de la Fama del Fútbol[13]

2013

### Allenatore

#### Club
- Campionato argentino: 2

River Plate: 1941, 1942
- Campionato italiano: 1

Juventus: 1959-1960
- Coppa Italia: 2

Juventus: 1958-1959, 1959-1960